# Victor Lundula
Victor Richard Lundula ou Lundula Okoko Ta Mongo, est un homme politique et soldat congolais (1910 - Kinshasa, 25 septembre 2001) qui est le premier commandant en chef des FARDC à l’époque armée nationale congolaise. 
Il est infirmier dans la Force publique pendant la campagne en Birmanie et est un cousin tribal du premier Premier ministre congolais Patrice Lumumba. Le 8 avril 1953, il a été promu infirmier de deuxième classe. 
Lundula est promu d'un bond de sergent-major à major-général lors de la formation de l'ANC. Après les émeutes sévères qui ont suivi (le début de la crise du Congo), Lundula cherche à intervenir dans plusieurs incidents, sauve personnellement certains Européens. En septembre 1960, lorsque le président Kasa-vubu destitue Lumumba comme Premier ministre, Lundula est emprisonné pendant deux mois. Fin novembre 1960, il est libéré et s'enfuit à Stanleyville, dans la province de l'Est, et devient le chef militaire d'Antoine Gizenga. En janvier 1962, Lundula emprisonne Gizenga à Stanleyville. 
Il meurt en 2001,.